# Mühlberg (Rubenow)
Der Mühlberg ist eine 24 m ü. NHN hohe Erhebung in Rubenow, einer Gemeinde im Norden des Landkreises Vorpommern-Greifswald in Mecklenburg-Vorpommern.
Die Erhebung liegt nördlich der beiden Ortsteile Latzow und Nonnendorf nördlich der Dorfstraße.